# Hubert Slouka
Hubert Slouka (6. února 1903 Brno – 14. září 1973 Praha) byl český astronom a popularizátor astronomie.

## Život
Většině astronomické veřejnosti byl znám jako dlouholetý šéfredaktor Říše hvězd, autor výborných vědeckopopulárních knih o astronomii, autor mnoha článků a výstav (nejrozsáhlejší – velká výstava Kepler a Praha) a oblíbený řečník. Po ukončení studií pracoval v Astronomickém ústavu UK a později na Státní hvězdárně v Praze. Účastnil se výpravy greenwichské hvězdárny za zatměním Slunce do Kanady (stanoviště Parent [47°55´N; 74°37´W], 31. srpna 1932, 20:20 UTC, 15:20 místního času) a byl organizátorem první samostatné české výpravy za zatměním Slunce do Japonska (stanoviště Nakatonbetsu [44°58´N; 142°17´E], 19. června 1936, 06:19 UTC, 15:19 místního času). Na této druhé výpravě ho jako mladší spolupracovník doprovázel Zdeněk Kopal, který se stal později jedním z nejvýznamnějších českých astronomů druhé poloviny 20. století. Dlouholeté úspěchy s řízením časopisu Říše hvězd (od r. 1933) a popularita, kterou mu získala kniha Pohledy do nebe i přednášková činnost, jej po druhé světové válce stále více přitahovaly k popularizaci astronomie. 
Za první republiky měl politicky blízko k národnědemokratické straně. Na začátku nacistické okupace se zapojil do odboje prostřednictvím Prokopa Drtiny a v srpnu 1939 během služební cesty do Londýna navázal kurýrní spojení mezi Edvardem Benešem a jeho příznivci v protektorátu. V roce 1941 využil své znalosti o odbojovém hnutí k vydírání Jaroslava Drábka. V anonymním dopise se vydával za člena gestapa a za to, že jeho činnost neoznámí, požadoval milion korun. Drábek celou záležitost po konzultaci s londýnskou emigrací oznámil úřadům. Slouka byl odhalen a následně odsouzen za přisvojování si identity příslušníka SS. Podle Drábkova svědectví se Slouka po válce prezentoval jako komunista. Podle poválečného vydání knihy Pohledy do nebe byl v koncentračním táboře. 
Dokázal v posluchačích vzbudit zájem o astronomii, sdružit je a podnítit v nich chuť k další aktivní činnosti. Rovněž se autorsky podílel na heslech z oboru astronomie v desetidílném Komenského slovníku naučném, který vyšel v letech 1937–1938. Jeho „Přehledná mapa měsíce“ je třetí přílohou v šestém svazku této encyklopedie. Zasloužil se o vznik hvězdárny v pražských Ďáblicích. Na ďáblickou hvězdárnu pamatoval i ve své závěti, po jeho smrti získala hvězdárna jeho rozsáhlou soukromou knihovnou. Po Hubertu Sloukovi je pojmenována planetka (3423) Slouka.

## Knihy
- Pohledy do nebe (Praha, Orbis, 1942, 1947, 1949)
- Poznejte souhvězdí (Praha, Orbis, 1955)
- Zářící vesmír (Praha, Práce, 1962)